# Melanaethus anthracinus
Melanaethus anthracinus är en insektsart som först beskrevs av Philip Reese Uhler 1877.  Melanaethus anthracinus ingår i släktet Melanaethus och familjen taggbeningar. Inga underarter finns listade i Catalogue of Life.